# 武藤乃子
武藤 乃子（むとう のりこ、1981年8月29日 - ）は、ホリプロ所属のフリーアナウンサー。群馬県桐生市出身。血液型O型。

## 略歴
- 2000年3月、佐野日本大学高等学校卒業。2004年3月、桜美林大学文学部総合文化学科（現・芸術文化学群）卒業[1]。
- 大学卒業後、雑誌『MORE』（2004年モアフレンド）などでのモデル活動を経て2005年に群馬テレビ入社、2009年3月末をもって退社した。
- フリー転向後は、主にスカパーJリーグ関連番組や中継にキャスター・リポーターとして携わっていた。
- 2009年7月22日に当時J2ザスパ草津所属したサッカー選手の氏原良二との結婚を発表。2010年1月には第1子となる男児を出産している。
- 2011年から夫である氏原良二が名古屋グランパスのサッカースクールコーチに就任する関係で一家で愛知県へ転居。
- 現在は再び関東に戻りアナウンサー・タレント業務を行っている。

## 人物
- 好きな映画は「となりのトトロ」「ラブ・アクチュアリー」。
- 高校時代はチアリーディング部に所属した。
- プロ野球は、大の読売ジャイアンツファンで、特に長嶋茂雄終身名誉監督のファン。なお、夫は原辰徳監督のファン。2009年11月7日の自身のブログに掲載。

## 担当番組

### BSフジ（群馬テレビ入社前）
- BSフジNEWS（2002年7月 - 12月） - 学生キャスター3期生、同期に守本奈実（NHK局員）

### 群馬テレビ勤務時
- GTVニュース（群馬テレビ）
- DASH!ザスパ（群馬テレビ）
- グッドライフマガジン（群馬テレビ）
- 朝イチ朝生情報通（群馬テレビ）
- 昼生（群馬テレビ）
- Jリーグ中継（群馬テレビ、スカチャン）：ピッチリポーター

### 群馬テレビ退社後
- Jリーグアフターゲームショー（スカチャン）：キャスター
- Jリーグ中継（スカチャン）：ピッチリポーター
- 拝啓!!鉄道人（テレ朝チャンネル）2011SP :司会（クイズ）
- ワケありバンジー（サンテレビ）
- 関東ふるさとタイム（2012年10月 - 、にっぽんケーブルチャンネル）
- 若大将のゆうゆう散歩（2013年3月 - 、テレビ朝日）「いいものさがし」コーナー・アシスタント
- 高校野球ダイジェスト（2013年7月、テレビ埼玉）
- J:テレスタイル（2012年7月 - 、J:comテレビ）
- 石田純一のNo socks J style（2013年10月 - 、JFNネット）
- 第68回国民体育大会サッカー競技成年男子　決勝（2013年10月、TOKYO MX）：中継ピッチリポーター
- TOKYO FM NEWS（2023年？月 - 、大橋俊夫との隔週交代で木曜17:52ごろ・20:55を担当）
- JFNニュース（2023年？月 - 、大橋との隔週交代で木曜18:55・19:55を担当）